# Unión Revolucionaria por la Solidaridad Internacionalista
La Unión Revolucionaria por la Solidaridad Internacionalista (en inglés: Revolutionary Union for Internationalist Solidarity, RUIS por sus siglas, en griego: Επαναστατικός Σύνδεσμος Διεθνιστικής Αλληλεγγύης, abreviado ΕΣΔΑ) es una unidad militar anarquista parte de la Brigada Internacional de Liberación que participa en la guerra civil siria.
Fue fundada en 2015 y está compuesta mayormente por voluntarios griegos.
La presencia del grupo en la región kurda de Rojava ha alertado a los servicios de seguridad e inteligencia griegos quienes temen que los combatientes, al regresar, utilicen la experiencia militar adquirida «para aplicarlo en sus países.»
Varios de los combatientes son miembros de Rouvikonas, un grupo anarquista griego con sede en Atenas.

## Historia
El grupo lanza un comunicado a través de Indymedia en el que anuncia su fundación, el comunicado fue fechado en abril de 2015.
En dicho comunicado la organización alega que son anarquistas internacionalistas griegos que acuden a Rojava en respuesta al llamamiento a voluntarios hecho en enero del mismo año por el MLKP para formar una brigada internacionalista para defender la Revolución de Rojava, junto a las YPG e YPJ, contra el Estado Islámico.
Son unos de los primeros miembros, fundadores, de la Brigada Internacional de Liberación junto al MLKP, las Fuerzas Unidas de Liberación, TKP/ML TİKKO y al Partido Marxista-Leninista—Reconstrucción Comunista español.
En una entrevista al RUIS, obtenida por el portal alternativo Apatris.info en enero de 2016, un combatiente del grupo explica que la Unión Revolucionaria «es una organización que lucha por la revolución social mundial.»
En el mismo revela que sus participantes son comunistas libertarios y anarquistas de Grecia. Señala que en concreto el grupo tiene como objetivo la solidaridad efectiva en el campo de los conflictos armados internacionales. También afirma que luchan del lado de las clases oprimidas por la liberación social y «contra la dominación de los Estados y el Capital» denotando una postura radicalmente anticapitalista. Y agrega que «la solidaridad efectiva debe de tener las características de la lucha social en todos los puntos del conflicto, rompiendo los límites de la tiranía, la opresión y la explotación.»
El 3 de abril de 2017 el grupo reaparece en las redes sociales con motivo de una campaña de solidaridad con el movimiento anarquista de Atenas, lanzado a través de Twitter por las IRPGF. El hecho llamó la atención de diferentes medios de comunicación griegos, llegando sus mensajes incluso a los servicios de seguridad e inteligencia del Estado heleno los cuales afirmaron a la prensa sus preocupaciones respecto al regreso de los combatientes al país.
El 24 de febrero de 2018 murió en combate el comandante de RUIS Haukur Hilmarsson, de origen islandés, fue durante un bombardeo de la Fuerza Aérea Turca en el marco de la ofensiva de Afrín. Su muerte fue anunciada por la Brigada Internacional de Liberación, días después de su muerte, el 6 de marzo.

## Ideología
El grupo se basa en los ideales del anarcocomunismo, también denominado comunismo libertario, una tendencia filosófica y económica mayoritaria dentro del anarquismo cuyos mayores exponentes fueron Carlo Cafiero, Piotr Kropotkin, Errico Malatesta y Néstor Makhno entre otros. También podría clasificarse como especifista, pese a ser una organización de tendencia especifista aboga por la unidad de izquierda y la convivencia con los diferentes movimientos proletarios como el marxismo-leninismo.
RUIS fue la primera unidad anarquista en afiliarse a la Brigada Internacional de Liberación, seguida por las IRPGF pero previa a esta última se puede destacar la unidad verdeanarquista plataformista turca Sosyal Isyan (Rebelión social) perteneciente a las Fuerzas Unidas de Liberación.